# 肺氣腫

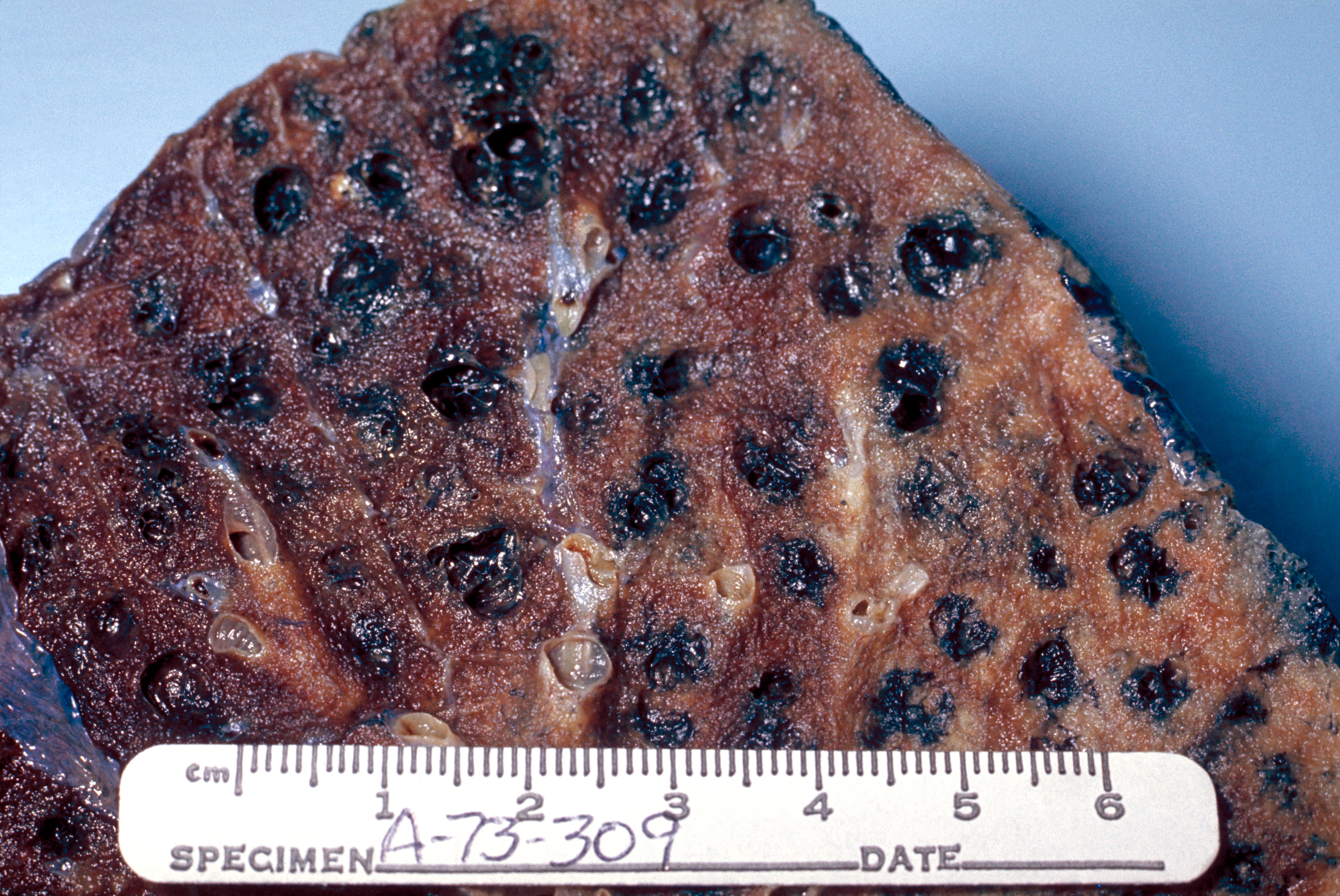
因吸烟导致的小叶中心性肺气肿病理切片，空洞内填充的黑色物体是碳沉积物。

肺气肿（pulmonary emphysema）是一種造成氣流在肺部的流通阻塞的肺部疾病，屬於阻塞型肺病（obstructive pulmonary disease）和慢性阻塞性肺病（COPD）的一种。常见症状有咳嗽、多痰、气急、紫绀等。
肺氣腫大多數由吸菸造成（亦可能因其他疾病產生，慢性支气管炎、支气管哮喘、矽肺和肺结核可引起本病）；病情长期发展可导致肺性心臟病。
肺氣腫造成肺泡間空氣流通遲滯，病因为肺泡組織因化學因子、蛋白酶等因素改變蛋白質的結構，造成肺泡組織彈性缺乏，失去回彈力、肺泡間隔受到破壞，因而影響空氣在肺泡間的流通性。
此外，另一種造成肺泡失去彈性的因素為终末细支气管远端的肺组织因残气量增多造成持久性扩张，导致肺部纤维组织弹性减弱，肺泡间隔破坏，容积增大，影響呼吸進行。